# نایسریا باسیلی فورمیس
نایسریا باسیلی فورمیس نام باکتری است که معمولاً به صورت همسفره در غشاء مخاطی پستانداران زندگی می‌کند. هرچند که بسته به ضعف ایمنی میزبان، مواردی از عفونت در مجرای تنفسی و حفرهٔ دهان گزارش شده‌اند که در دستهٔ عفونت‌های فرصت‌طلب قرار می‌گیرند. این باکتری ابتدا از بیماران تحت درمان در یک مرکز نگهداری از بیماران سرطانی جدا شد. به صورت نادر عفونت‌های جدی تری مانند اندوکاردیت نیز بر اثر این باکتری در افراد مستعد بیماری دیده شده‌است.